# Niemiecka Anarchistyczna Partia Pogo

Logo partii

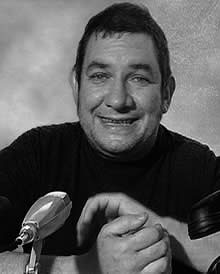
Wolfgang Wendland – kandydat partii na kanclerza w 2005 roku.

Niemiecka Anarchistyczna Partia Pogo (Anarchistische Pogo-Partei Deutschlands, APPD) – niemieckie ugrupowanie polityczne, określające się jako partia pospólstwa i pasożytów socjalnych. Została utworzone w 1981 roku w Hannoverze, w 1998 brała udział w wyborach do Bundestagu.
Partia brała udział w Wyborach parlamentarnych w Niemczech w 2005 roku, jej kandydatem na kanclerza był Wolfgang Wendland, lider punkowego zespołu Die Kassierer.
Nazwa ugrupowania odnosi się do punkowego tańca pogo.

## Cele partii
- Prawo do bycia bezrobotnym z pełnym wynagrodzeniem.
- Pensja dla młodzieży zamiast emerytury.
- Zniesienie powszechnego obowiązku edukacji.
- Utworzenie centrów miłości fizycznej.
- Rozwiązanie policji.
- Legalizacja wszystkich narkotyków.
- Zniesienie obowiązku rejestrowania dużych manifestacji.
- Całkowita bałkanizacja Niemiec.
- Przywrócenie niemieckich granic z roku 1237 (satyra na cele niektórych skrajnie prawicowych, niemieckich partii, nawołujących do przywrócenia granic z czasów hitlerowskich).

## Historia
Partia została założona w 1981 roku przez dwóch siedemnastolatków o pseudonimach „Zewa” (z niem.: zużyta chusteczka higieniczna), oraz „Kotze” (z niem.: Wymioty). W następnych latach dołączyło do niej wiele członków związanych ze środowiskiem punkrockowym. Organizowała ona wówczas wiele demonstracji, które często były rozbijane przez policje i kończyły się masowymi aresztami. W 1986 została rozwiązana, a następnie reaktywowana w 1994. W 1997 APPD startowała w wyborach do rady miasta Hamburga i uzyskała 5,3% głosów w dzielnicy St. Pauli, lokując się jako czwarta najczęściej popierana partia w tym okręgu. W 1998 partia ta startowała w wyborach do Bundestagu z kandydatem na kanclerza – Karlem Nagelem, użyto wówczas sloganów „Arbeit ist Scheiße” (z niem.: Praca to gówno), „Saufen! Saufen! Jeden Tag nur saufen” (z niem.: Pić, pić, każdego dnia tylko pić). Liderzy partii obiecali wyborcom, że jeżeli dostaną się do Bundestagu, to zorganizują dla nich ogromną imprezę z darmowym piwem. Ostatecznie APPD uzyskała ok. 35 000 głosów (0,1%) i przegrała w wyborach, wyprzedziła jednak partię takie jak Społeczny Wolnościowy Ruch Solidarnościowy (BüSo) oraz DKP. Po porażce partia została rozwiązana.
W grudniu 2000 APPD została ponownie reaktywowana w Monachium, jednak nie startowała w wyborach do Bundestagu w 2002. Ugrupowanie uzyskało wystarczającą liczbę podpisów by wystąpić w wyborach do Parlamentu Europejskiego, co jednak nie nastąpiło, gdyż niemiecki serwis pocztowy odmówił wysyłania wiadomości ówczesnemu liderowi partii, Christophowi Grossmannowi. W następnym roku APPD kandydowała do Bundestagu. W rezultacie kolejnej porażki, w 2006 partia została rozbita na dwa mniejsze ugrupowania: Pogo-Partei i APPD.

## Slogany
APPD stosowała w kampaniach następujące slogany:
- Arbeit ist Scheiße (z niem.: Praca to gówno, satyra na hasło Arbeit macht frei).
- Politik ist Scheiße (z niem.: Polityka to gówno).
- Schule ist Scheiße (z niem.: Szkoła to gówno).
- Dumm aber glücklich (z niem.: Głupi, ale szczęśliwi).
- Asoziale an die Macht (z niem.: Władza dla aspołecznych).
- Fick Heil (z niem.: Chwała jebaniu”, satyra na hasło Sieg heil).
- Meine Stimme für den Müll! (z niem.: Mój głos na śmietnik)
- Saufen, saufen, jeden Tag nur saufen (Z niem.: Chlać, chlać, całymi dniami tylko chlać).